# 닥터 (닥터 후)
닥터(영어: The Doctor)는 영국 BBC에서 방영되는 SF 드라마 닥터 후의 주인공이다. 갈리프레이 행성에서 태어난 타임로드 종족으로, '타디스'라는 이름의 타임머신을 타고 여행을 다닌다. 타임로드 종족의 최후의 생존자로, 겉모습은 보통의 인간이다. 장난스러운 어조와 과도한 행동으로 주위를 당황스럽게 하는 경우도 있지만 방대한 지식과 천재적인 두뇌 능력으로 여러 시공간을 돌아다니며 문제를 해결한다.
닥터는 목숨이 위태로울 때마다 재생성을 통해 새 몸으로 바꾸며, 그때마다 새로운 인격을 갖추게 된다. 현재 닥터가 가진 모습은 14대 닥터 데이비드 테넌트다.

## 특징

### 재생성
타임로드 종족은 12개의 목숨이 있으며, 자신이 죽을 때가 되면 지식과 기억을 제외한 얼굴, 체격, 말투 등의 생체적 특성을 모두 새것으로 바꿈으로써 완전히 새로운 사람이 된다. 원래는 이러한 설정이 없었으나, 1대 닥터인 윌리엄 하트넬이 시즌 4 촬영 도중 건강 이상을 호소함으로 인해 하차하게 되면서 스토리의 연속성을 위해 도입되었다. 현재의 닥터는 13(1)번째 재생성을 한 14(2)번째 인격을 가진 닥터이다.
하지만 닥터의 재생성 횟수 소진 시기가 다가오면서 닥터의 남은 재생성 횟수에 대한 논란이 일기 시작했다. 특히 닥터 후의 스핀오프 드라마인 «사라 제인 어드벤처» 내에서는 현재의 닥터가 재생성이 507번 남았다는 대사를 하기도 했으며, 1996년의 텔레비전 영화와 2007년에 방영된 닥터후 시즌 3에서는 이미 13개의 생명을 모두 써 버린 마스터가 부활했다. 시즌 3 이전에 라실론은 조화의 눈에 잡아먹힌 마스터를 되살려냈는데 그때가 맥퀸(코믹스만 존재) 마스터인데다 재생성 주기도 새로 주었다. 또 시즌 4에서는 닥터가 재생성 에너지를 스스로의 잘린 손에 부어넣어 생긴 반인 타임로드가 생겨나는가 하면, 시즌 6에서는 타임로드가 아닌 종족이 재생성을 하는 등 새 시리즈 공식 작가진들 사이에서 현재의 재생성 설정이 그대로 유지되고 있는 것인지가 최근까지 의문에 붙여져 있어 논란이 일었다.
시즌 6의 "Let's kill Hitler" 에피소드에서 리버 송이 닥터가 죽었을 때 자신의 재생성 에너지를 이용하여 닥터를 살렸지만 리버 송 자신의 에너지를 다 쓸 만큼의 큰 규모의 에너지였다면 리버 송이 닥터한테 재생성 에너지(횟수)를 줬다고 볼 수는 없는 면이 있다. 그리고 이를 증명하는 시즌 7 5화에서 닥터가 리버송의 부러진 팔을 닥터가 재생성 에너지를 이용하여 치료해주는 부분이 있다. 이 때 나온 대사 중 "재생성 에너지를 낭비하다니"라는 대사가 있었다. 이 대사를 통해 리버송이 닥터한테 에너지를 줬다해도 넘쳐나는 에너지인데 리버송의 팔을 고쳐주고 낭비를 하지 말라는 것이라면 이치가 맞지 않는 부분이 있다는 것을 알 수 있다. 모팻이 인터넷에서 4대 닥터와 8대 닥터가 칸의 자매단이 만든 생명의 엘리시드를 먹은 후, 재생성이 초기화 한다는 소리를 한적이 있었다. 그러나 이를 따르면 5대 닥터의 "내가 4번째로 재생했다."는 말이 모순이 된다. 시즌 5에서 리버송이 직접 닥터는 거짓말쟁이라고 하는 장면이 있지만 모팻의 말이 설정과 충돌되는 것일 수도 있다.
2013년 12월 25일 크리스마스 스페셜 에피소드로 방영된 "The Time of the Doctor" (닥터의 시간)에서 죽어가는 닥터를 위해 클라라 오스윈 오스왈드가 죽어가는 닥터를 위해 시간의 틈새에 있던 갈리프레이로 도와 달라고 빌었고, 그곳에서 나온 빛이 닥터에게 흡수되면서 재생성이 리셋되고 12개의 목숨이 다시 생겼다는 설정이 추가되었다.

### 타디스

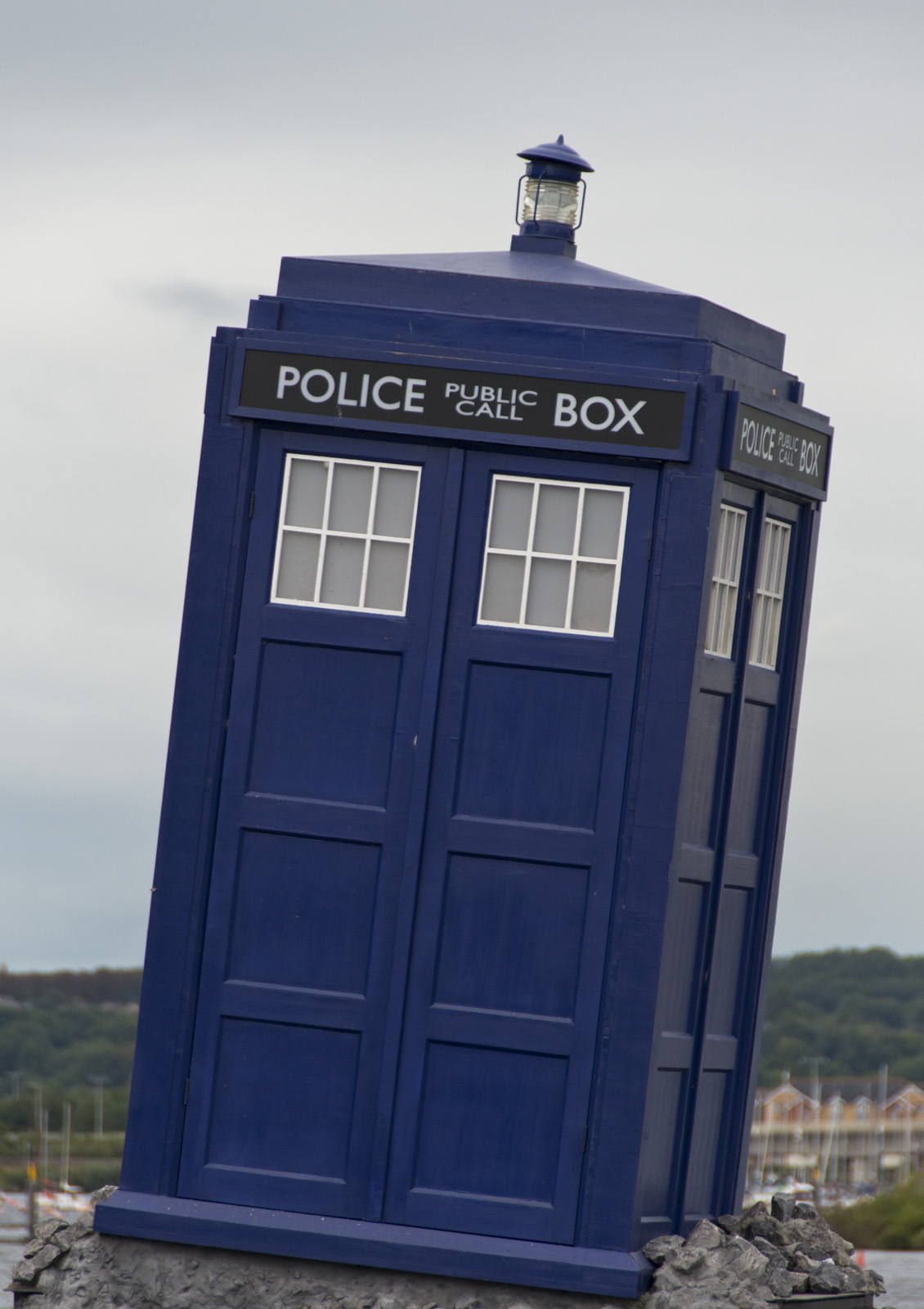
타디스 (TARDIS)

타임로드들은 '시간과 공간의 상대적인 차원 (Time And Relative Dimension In Space : TARDIS)', 즉 타디스라는 이름의 타임머신을 이용해 시간여행을 한다. 닥터의 경우에는 200여살 즈음 박물관에 전시된 타임로드 범죄자 소유의 40 타입의 타디스를 훔쳐  타고 다니기 시작하였다. 이후 1000년 이상 함께 여행을 하며 닥터의 둘도 없는 동행자가 되었다. 닥터의 타디스는 닥터를 위해서 에이미를 통해 '리버 송' 을 만들어 내기도 했다. 단 예외적으로 트렌잘로어에 있는 크리스마스마을에서 600년 동안을 함께 여행 하지 않았다. (그 중 300년간에 시간은 사이버맨(닥터가 손잡이라는 이름을 지어줌)과 함께 지냈고(그 동안은 타디스는 클라라와 함께 지구에 있었다.), 나머지 기간은 그곳에서 멈추어 있었다.)
타디스는 살아있는 존재이며 그 의식이 육체 안으로 들어가 실체화될 수도 있지만 그럴 경우 얼마 안가 죽음에 이른다는 단점이 있다. 타임 로드의 기술을 통해 '밖보다 안이 큰' 구조로 이루어져 있는 타디스의 내부의 크기는 행성 하나만 하다고 알려져 있다. 또한 타디스는 원래 외부의 모습을 주변 환경에 맞게 카멜레온 서킷을 이용해 바꿀 수 있는데, 닥터의 타디스는 1963년 영국의 고물상에 착륙 한 이후로 고장나버려 이후로는 계속 폴리스 박스의 모습을 하고 있다 (실제로는 예산 문제로 인해 60년대 영국의 거리에 있었던 경찰 비상전화박스를 모델로써 사용한 것이 시초였으며, BBC는 1996년 상표권 등록을 하고 2002년 영국 경찰로부터 정식으로 소유권을 양도 받았다). 이외에도 시간이전에 존재하던 초고대 언어를 제외한 모든 언어의 번역능력, 운전자와의 텔레파시 감응 능력, 어떤 종족의 공격도 막아 줄 수 있는 강력한 방어체계 등이 부가기능으로 존재한다.

### 소닉 스크류 드라이버
닥터가 가지고 다니는 장비로, 닥터 본인이 발달된 문명의 기술력인 '소닉 기술력'을 드라이버에 개조한 장치이다. 주 기능은 전자 장비 해킹, 문 열기, 스캔, 외계 물질과의 상호작용 등이 있다. 11대 닥터의 소닉 스크류 드라이버는 타디스가 조종실을 구축함과 함께 새로 만들어줬다. 때문에 11대 닥터의 소닉 스크류 드라이버는 타디스와 연결되어 있다. 닥터는 소닉 스크류 드라이버 외에도 소닉 지팡이 같은 몇몇개 여분을 가지고 다니는 듯 하다. 닥터의 소닉 스크류 드라이버는 2대 닥터때 처음 사용하였으며, 5대 닥터때 부셔져서 6대 닥터는 사용하지 않았지만 7대 닥터때부터 부활하였다.

## 인적 사항

### 이름 및 나이
- 시리즈 상에서 닥터의 이름이 밝혀진 적은 없다. 자신의 본명은 위급한 상황에서도 극비로 숨겨지기 때문에 현재 그 본명을 아는 사람은 닥터와 로즈 타일러, 리버 송, 클라라 오스윈 오스왈드,마담 퐁파두르 (뉴시즌2,3화(The girl in the fireplace)에서 알게됨) 뿐이다. 클래식 시리즈와 뉴 시리즈 시즌 5에서 그리스어로 신을 뜻하는 '세타 시그마'가 언급 되어 닥터의 본명일 가능성이 제기됐지만, 뉴 시즌의 작가인 모팻은 이를 부정하였다.

-> 최근엔 '타디스 안으로의 여정'편에서 클라라도 알게 되었다
- 보통은 타임로드 정신병학 수업때 지은 '닥터'라는 이름을 사용한다.
- 시리즈 초기에는 주인공의 명칭이 닥터 후(Dr Who)였으며, 여러 에피소드에서 그 흔적을 찾아볼 수 있다.
  - 1, 2, 3, 4, 9대 닥터의 엔딩 크레딧에서 주인공의 이름은 Dr Who 또는 Doctor Who로 표기됐다. (이 외에는 The Doctor로 표기된다)
  - 1대 닥터 에피소드 중 <The Death of Doctor Who(닥터 후의 죽음)>이라는 제목의 에피소드가 있었다.
  - 1대 닥터 시리얼 <The War Machines>에서 컴퓨터 보탄이 닥터를 두고 '닥터 후'라 칭했다.
  - 2대 닥터 시리얼 <The Underwater Menace>에서 닥터가 Dr.W라는 서명을 사용했다.
  - 3대 닥터가 타고다니던 호버크래프트의 이름은 후모바일(Whomobile)이었으며, 애용하던 자동차 베시(Bessie)의 번호판에도 WHO 1이라는 글자가 써 있었다. (나중에 7대 닥터 때 베시가 재등장했을 때는 번호판이 WHO 7이라 되어있었다.)
  - 3대 닥터 시리얼 중 <Doctor Who and the Silurians>라는 제목의 시리얼이 있었다. 하지만 이는 주인공의 명칭이 Doctor Who이기에 생긴 일이라기보다는 당시에는 제작기간 동안 닥터후 에피소드를 칭할 때 <Doctor Who and ~ >으로 칭했고, 이게 실수로 방송으로까지 이어진 경우에 속한다. 이 때부터 BBC에서는 <Doctor Who and ~ > 형식의 표기를 폐기한다.
  - 3대 닥터 시리얼 <The Dæmons>에서 한 여자가 닥터를 가리켜 '위대한 마법사 퀴콰이쿼드(Quiquaeqoud)'라 칭한다. Qui, Quae, Qoud는 라틴어로 모두 'Who'라는 뜻이다. (각각 남성형, 여성형, 중성형)
  - 3대 닥터를 다룬 단편 <Doctor Who Fights Masterplan 'Q'>에서 주인공의 이름이 Doctor Who로 표기된다.
  - 닥터후의 스핀오프 드라마 <K-9 and Company>에서 한 등장인물이 K-9에게 '닥터가 누구야? (Who is the Doctor?, 닥터가 'who'냐고 묻는 질문으로도 해석될 수 있다)'라고 묻자 K-9이 '맞다(Affirmative)'라고 대답한다.
- 별칭은 타임로드 407.409대 대통령, 다가오는 폭풍 (달렉 전설에 따라), 대영제국 타디스의 닥터 경, 존 스미스 (가명으로 사용함)
- 8-1에 나온 현재 나이는 2000살이다.(트렌자로어에서 800년을 산것 같다.)

### 가족 관계
- 본래 타임 레이디와 결혼을 하고 타임로드 자식과 손자들까지 얻은적이 있다, 전체 시리즈에선 손녀 수잔 포어맨이 유일하게 가족으로 등장했다.
- 1996년 영화에서 닥터의 어머니가 인간인 혼혈이라는 설정이 나오나 이후 등장한 코믹스 등에서 '헛소리' 등으로 정리되면서 부인되었다. 이후 12대 닥터 시절인 시즌9 12화에서 혼혈임이 밝혀졌다는 주장도 제기되었으나, 닥터가 혼혈임이 밝혀진 것이 아니라, '나/아실드르'가 닥터에게 왜 지구에 그리 오래 머무는지에 대한 의문을 재차 던진 것이며, 시즌9 12화에서는 혼혈 종족(하이브리드)에 관한 정보가 밝혀진 것이다.
- 새 시리즈에서는 혈족은 아니지만 혈족에 가까운 사실상의 가족이 둘 있는데, 6012년 인류 복제기술로 얻은 딸 제니와 타디스의 자식인 리버 송 (멜로디 폰드) 등이 그들이다.
- 멜로디 폰드(리버 송) : 11대 닥터의 컴페니언으로 시작했다가, 닥터의 장모님 장인 어른이 되버린 '아멜리아 폰드'와 '로리 윌리엄스'의 아이이다. 아멜리아(에이미)와 로리는 결혼 후 신혼 기간 대부분을 닥터와 함께 타디스로 시간 여행을 다녔는데, 이 기간 동안 에이미가 임신을 하게 된다.(시즌6 제1화부터 단서가 나옴) 날 것 그대로 타임 볼텍스(시간 소용돌이)에 오래 노출 되면 영향을 받는데(일반 갈리프레이 인이 타임로드가 되기 위해 거치는 아카데미 과정 중 하나가 타임 볼텍스를 들여다 보며 시공간을 이해하는 것이 있다) 에이미 뱃속의 태아는 그 영향으로 반 타임 레이디가 되어 태어난다. 이를 사일런스와 마담 코바리언이 이용하게 되고. 타임 로드처럼 총 13번의 재생성이 가능한지는 작중에서 밝혀진 적은 없다. 하지만, 반(half) 타임 레이디여서 재생성이 가능하지만, 시즌 6-8에서 닥터를 살리기 위해 남은 모든 재생성을 썼다 , 그녀는 총 번의 재생성을 한 것으로 보인다.(우주복을 입은 소녀 -> 걸음마를 뗀 아이 -> 멜스 -> 현재 모습의 멜로디 폰드x2)

### 배우자 목록
- 갈리프레이에서 결혼을 했는데 시간전쟁 중 갈리프레이가 멸망하면서 가족도 함께 잃었다.
- 이외에 우주의 수 많은 종족들과 '실수로' 결혼을 했는데, 특히 인간과의 결혼 횟수가 가장 많다.
  - 대표적인 인물들은 엘리자베스 1세 여왕,클레오파트라,마릴린 먼로 등이 있다.
- 2011년 뉴 시즌6 13화에서 리버 송과 결혼했다.

### 동행자와 친구
- 여행의 동행자는 대개 여인이나 남성이나 아이들, 심지어는 로봇 강아지와 사이버맨(Handle)도 있었다. 닥터는 이들을 가족처럼 아낀다.
- 동행자 이외의 친구로는 마스터가 있으며, 그 둘의 관계는 적으로 변했다.
  - 이외에는 3대 닥터 시기에 활동한 UNIT군, 우드 등의 일부 종족, 아인슈타인이나 윈스턴 처칠 등의 역사적 인물과 친구 관계를 맺고 있다.

### 사용 언어
- 그가 사용하는 공식적인 언어는 갈리프레이어이다. 갈리프레이어는 타디스로 번역되지 않는다.
- 닥터가 가장 자주 사용하는 언어는 영국 영어로, 억양은 닥터가 재생성 할 때마다 달라진다.
- 이외에는 타디스에서 영국 영어로 자동으로 변환되기 때문에 굳이 그 언어를 배울 필요는 없으나, 'Allons-y' 와 같은 프랑스어 등의 일부 단어는 외워서 사용하기도 한다. 타디스의 번역 기능은 닥터와 타디스의 텔레파시 감응에 의한 것으로, 닥터 혹은 타디스 둘 중 하나가 문제가 생기면 번역이 불가능하다. 또한 시간 이전에 존재했던 초고대 언어는 타디스도 번역이 불가능하다. [S2e8-9]

## 역대 닥터

### 1대 닥터
- 출연 배우: 윌리엄 하트넬(1908~1975)
- 출연 기간: 1963~1966(시즌 1~4), 1973('The Three Doctors'), 1983('The Five Doctors' 대역: 리처드 헌델)
- 동행자: 수전 포먼, 이언 체스터턴, 바버라 라이트, 비키 팔리스타, 스티븐 타일러, 카타리나, 세라 킹덤, 도도 챠플렛, 벤 잭슨, 폴리 라이트
- 특징:

- 최초의 닥터로, 윌리엄 하트넬이 자신이 가진 군인 이미지를 탈피하기 위해 한 캐릭터다. 괴짜 할아버지 같은 성격이다.

- 재생성:
  - 'The Tenth Planet'에서 벤과 폴리와 함께 1986년에 갔을 때, 사이버맨들이 지구의 에너지를 흡수하려 하자 이를 막다가 재생성한다.

### 2대 닥터
- 출연 배우: 패트릭 트라우턴(1920~1984)
- 출연 기간: 1966~1969(시즌 4~6), 1973('The Three Doctors'), 1983('The Five Doctors'), 1985('The Two Doctors')
- 동행자: 벤 잭슨, 폴리 라이트, 제이미 매크리먼, 빅토리아 워터필드, 조이 해리엇
- 특징:

- 재생성 이후 최초의 닥터로, 어린아이 같은 성격에 리코더를 좋아하는 닥터이다.

- 시리즈가 약간 자극적으로 변했다. 교육 프로그램에서 탈피, 영웅적으로 외계인들의 침공을 막는 방식으로 이야기 전개가 변했다.
- 재생성:
  - 'The War Games'에서 워로드들의 행성에서 납치된 지구인들을 돌려보내기 위해 타임로드들에게 연락했다가 절도 혐의 및 시간관여죄로 잡혀 강제 재생성 및 강제 지구 유배된다.

### 3대 닥터
- 출연 배우: 존 퍼트위(1919~1996)
- 출연 기간: 1970~1974(시즌 7~11, 'The Three Doctors'), 1983('The Five Doctors'), 1993('Dimensions in Time')
- 동행자: 리즈 쇼, 조 그랜트, 사라 제인 스미스
- 특징:

- 마초적인 성격을 갖고 있다. 지구 유배기간에는 UNIT의 일원으로 일했으며, 'The Three Doctors'에서 오메가의 타임로드 공격 사건을 막아 유배가 풀렸다.

- 컬러 TV로 방영된 최초의 닥터였으며, 007의 영향을 받아 베시, 후모바일 등의 기계가 많이 나왔다.

- 악당 '마스터'가 처음 등장했으며, 3대 닥터 시기에 꾸준히 등장했다.
- 재생성:
  - 'Planet of The Spiders'에서 메테빌리스3에서 거미굴의 독에 오염되어 죽어가다가, 다른 타임로드의 도움으로 인해 지구에서 재생성한다.

### 4대 닥터
- 출연 배우: 톰 베이커(1934~)
- 출연 기간: 1974~1981(시즌 11~18), 1983('The Five Doctors'), 1993('Dimensions in Time'), 2013('The Day of the Doctor')
- 동행자: 사라 제인 스미스, 해리 설리번, 릴라, K-9 (I,II), 로마나 (I,II), 아드릭, 니사, 티건 조반카
- 특징:

- 재생성 후 바로 UNIT을 떠나 여행을 다니기 시작하였으며, 자유로운 보헤미안 같은 성격이었다.

- 작업복을 입고 와 오디션을 본 것으로 알려져 있으며, 최장기간 방영됨으로써 닥터 후의 전성기를 이끌어내었다.

- 50주년 스페셜('The Day of the Doctor')에서 전쟁이 끝난 후, 닥터들이 떠난 후 의문의 큐레이터(늙은 톰 베이커)가 나오면서 그 그림은 "갈리프레이는 함락되지 않았다"고 말한다.
- 재생성:
  - 4대 닥터: 'Logopolis'에서 마스터와 싸우다 방송탑에서 떨어져 재생성한다.

### 5대 닥터
- 출연 배우: 피터 데이비슨 (1951~)
- 출연 기간: 1982~1984 (시즌 18~21, 'The Five Doctors'), 1993 ('Dimensions in Time'), 2007 ('Time Crash')
- 동행자: 아드릭, 니사, 티건 조반카, 비즐러 털로우, 카멜레온, 페리 브라운
- 특징:- 클래식 시리즈에서 가장 젊은 닥터이며, 평화를 사랑하는 성격이 처음 생겼다.

- 4대 닥터의 후광에 빛을 보지 못하였으나 안정적으로 닥터의 캐릭터를 잡아나간 닥터이다.

- 후에 배우의 실제 딸 조지아 모펏이 10대 닥터를 연기한 배우 데이비드 테넌트와 시즌 4 에피소드 중 하나인 'The Doctor's Daughter' 촬영을 계기로 결혼한다.

- 최초로 클래식 시리즈와 뉴 시리즈의 닥터(5대, 10대 닥터)가 만난 멀티 닥터 에피소드에 등장하였다.(Time Crash)
- 재생성:
  - 'Cave of Androzani'에서 당시 동행자인 페리와 함께 스펙트록스라는 독소에 감염됐고, 이에 하나 있는 약을 동행자를 위해 줌으로써 재생성한다.

### 6대 닥터
- 출연 배우: 콜린 베이커(1943~)
- 출연 기간: 1984~1986(시즌 21~23, 'The Two Doctors'), 1993('Dimensions in Time')
- 동행자: 페리 브라운, 멜레니 부시
- 특징 :

- 약간의 광기를 가진 닥터이다.(시청자들이 닥터의 갑작스러운 성격 변화와 프로그램의 자극성에 적응하지 못하는 시기의 닥터이다.)

- 이 때부터 닥터 후의 시청률이 떨어지기 시작했다.

- 여러 가지 색깔이 들어있는 코트를 입고 고양이 배지를 착용했다.
- 재생성:
  - 'Time And The Rani'에서 레니의 레이저에 맞아 타디스가 추락하던 중 충격으로 인해 죽는다. 배우의 출연 거부로 재생성 장면에는 7대 닥터의 배우인 실베스터 맥코이가 6대 닥터로 분장하여 대신 연기하였다.

### 7대 닥터
- 출연 배우: 실베스터 매코이(1943~)
- 출연 기간: 1987~1989(시즌 24~26), 1993('Dimensions in Time'), 1996(TV 영화)
- 동행자: 멜레니 부시, 에이스, 버니스 서머필드(오디오 드라마와 소설 한정)

- 시리즈 진행 초반에는 서커스 단장 같이 4대와 유사한 성격을 가졌으나, 후반부로 갈수록 복잡하고 어두우며 카리스마 넘치고 미스터리한 닥터가 되었다.

- 저조한 시청률과 프로그램의 자극성, 스토리 소재 고갈 등으로 인해 클래식 시리즈의 마지막 닥터가 되었다.
- 재생성:
  - TV 영화에서 갱단의 총을 맞고 병원에 실려가서 수술 도중 사망한 뒤 재생성한다.

### 8대 닥터
- 출연 배우: 폴 맥갠(1959~)
- 출연 기간: 1996(TV 영화), 2013('The Night of the Doctor')
- 동행자: TV 영화판 - 그레이스 홀러웨이, 챙 리 / 오디오 드라마 및 소설, 코믹스판 - 버니스 서머필드, 서맨사 "샘" 존스, 피츠 크레이너, 앤지 커푸어, 컴패션, 미란다, 트릭스 맥밀런, 마날, 루시 밀러, 크로톤
- 특징:

- 밝고 명랑함을 가지면서 7대 닥터의 어두움을 깨뜨리고자 하였다.

- 배우인 폴 맥갠은 TV로는 영화 한 편만 출연하였지만, 2005년부터 라디오 드라마에 목소리로 출연하고 있다.
- 재생성:
  - 미니 에피소드 'The Night of the Doctor'에서 칸의 행성에 불시착하고, 칸의 자매들의 도움으로 전사로써의 닥터로 재생성한다.

### 워 닥터(War Doctor)
- 출연배우: 존 허트(1940년 1월 22일 ~ 2017년 1월 27일)
- 출연기간: 2013('The Day of the Doctor', 'The Night of the Doctor')
- 동행자: 신더(소설판 에피소드에 등장한 지구인 소녀로, 달렉과 치열하게 싸우던 소녀이다.)
- 특징:

- 시간 전쟁으로 인하여 7대 닥터와 마찬가지로 어둡다.

- 자기 자신을 닥터라고 부르지 않는다.
- 재생성:
  - 50주년 스페셜('The Day of the Doctor')에서 시간전쟁 끝난 직후, 다시 닥터가 되면서 타디스 안에서 재생성하였으나, 9대 닥터 역을 한 크리스토퍼 에클스턴은 등장하지 않았다.

### 9대 닥터
- 출연 배우: 크리스토퍼 에클스턴(1964~)
- 출연 기간: 2005(시즌 1)
- 동행자: 로즈 타일러, 캡틴 잭 하크니스, 애덤 미첼, 미키 스미스
- 특징:

- '시간 전쟁'의 개념이 처음 도입되면서 '홀로 남은 타임로드'가 되어 어두운 면을 가지게 되었다.

- 직접 닥터 역을 맡게 해달라고 찾아가서 닥터 역을 따 냈으나, 이미지가 굳을 것을 우려해 한 시즌만 찍고 떠났다.

- 역대 닥터 중 가장 방영 기간이 짧다. 50주년 스페셜에서의 워 닥터의 발언으로 보아 시간 전쟁 종결 후부터 뉴 시즌 1 1화까지 약 100년 정도를 살았을 것으로 추정된다. (11대 닥터는 50주년 당시 1200살가량, 워 닥터는 그보다 400살이 적고, 9대 닥터는 자신을 900살이라 소개한 적이 있다.)
- 재생성:
  - 'The Parting of the Ways(이별)'에서 닥터를 구하러 온 로즈가 흡수한 타디스의 시간 소용돌이를 대신 흡수하여 재생성한다.

### 10대 닥터
- 출연 배우: 데이비드 테넌트(1971~)
- 출연 기간: 2005~2010(시즌 1~ 4 스폐셜), 50주년 스페셜(2013)
- 동행자: 로즈 타일러, 미키 스미스, 마사 존스, 도나 노블, 캡틴 잭 하크니스, 아스트리드 페스, 잭슨, 크리스티나 드 수전, 애들레이드 브룩, 윌프레드 모트
- 특징:

- 밝고 명랑하지만, 냉정함에 슬픔까지도 가지고 있는 가장 인간적인 닥터였다.

- <닥터 후>의 새 시리즈의 부활을 정착하도록 이끌었다.

- 컴패니언 로즈 타일러와의 로맨스가 있었지만 S2 E13에서 보이드로 날아가는 로즈를 평행세계의 아버지가 구해서 평행세계로 간다 살아남았지만 에너지 부족으로 다시 돌아갈수 없게돼서 닥터와 해어지게 된다. S4 E12화에서 다시 재회하지만 닥터는 자기보다 인간인 손닥을 보낸다.

- 시즌 4에서 리버송과 처음으로 만나게 된다.

- 50주년 스폐셜 에피소드에서 맷 스미스 닥터와 만나게 된다.

- 의외로 가장 수명이 짧은 닥터였다. 9대 닥터가 800살에서 900살까지 살았고 11대 닥터가 뉴 시즌 5에서 907세라고 한다면 10년도 못 채운 셈. 50주년 스폐셜 에피소드 시점에서는 11대 닥터가 1200살 이상 추정된 것과 더욱 비교되는 면이다.
- 재생성:
  - 'The End of Time(시간의 종말)'에서 윌프레드를 살리기 위해 방사능을 흡수해 재생성하였다.
  - 단순히 외모와 성격만 바뀐다고 생각했던 재생성에 '죽음'이라는 의미가 부여되어 시청자들이 새롭게 재생성을 받아들이게 되었다.

### 11대 닥터
- 출연 배우: 맷 스미스 (1982~)

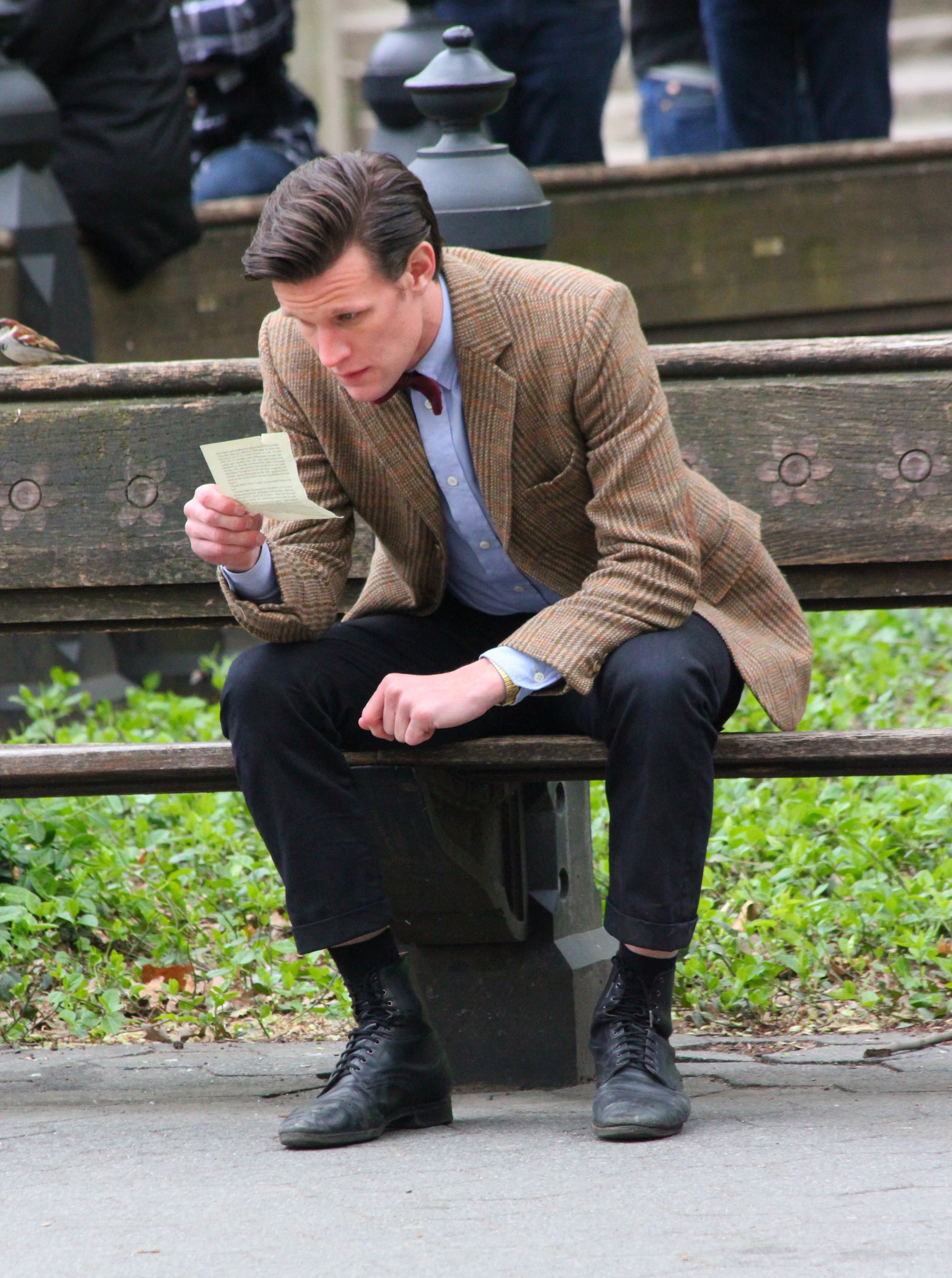
11대 닥터 역의 맷 스미스

- 출연 기간: 2010~2013 (스폐셜~시즌 7), 50주년 스페셜(2013), 크리스마스 스페셜(2013)
- 동행자: 에이미 폰드, 리버송(멜로디 폰드), 로리 윌리엄스, 클라라 오스윈 오스월드, 핸들
- 특징:

- 밝고 정신없는 성격이지만, 이는 자신이 가진 내면의 깊은 슬픔을 잊기 위함이다.

- '역대 최연소 닥터'라는 타이틀을 가지고 있다.

- 시즌 6 마지막화에서 리버송과 결혼한다.

- 수명이 가장 길었던 닥터이다.(907살부터 2000살 이상을 산 닥터) 

- 재생성 직 후에 에피소드에서 출연했다.
- 클라라와의 러브라인 형성될줄 알았지만 재생성을 해버렸다..
- 재생성:
  - 시즌 7 크리스마스 스페셜 'The Time of the Doctor'에서 재생성했다.
  - 재생성을 다 쓴 닥터는 크리스마스 마을을 달렉으로부터 지키며 늙어가면서 죽음을 기다리고 있었지만 클라라 오스월드의 기도로 시간의 틈 너머에 있던 타임로드들이 재생성 에너지를 닥터에게 줘서 재생성 주기가 리셋되면서 재생성하였다.

### 12대 닥터
- 출연배우: 피터 카팔디(1958~)
- 출연기간: 2013~2017 (2013년 크리스마스 스페셜 ~ 2017년 크리스마스 스폐셜)
- 동행자: 클라라 오스윈 오스월드 (제나 콜먼), 대니 핑크(새뮤얼 앤더슨), 멜로디 폰드/리버 송(알렉스 킹스턴), 빌 포츠 (펄 맥키)
- 특징:
  - 시즌4 The Fires of Pompeii 편에서 카이킬리우스로 출연
  - The Day of The Doctor 편에서 카메오로 출연.
  - The Time of The Doctor에서 11대 닥터가 재생성 후에 등장, 재생성의 충격으로 잠시 타디스 조정법과 클라라등을 제대로 기억 못하는 기억상실증에 걸린듯 하다.
  - 클라라와의 감정선이 상당히 복잡하다. S8 초반에는 클라라가 닥터가 닥터가 아닌 것처럼 느껴진다고도 말했다. 닥터는 자신을 보지만 보지못하는 클라라가 두려운듯이 얘기했지만 뭐 지금은 그럭저럭 잘 지내는 듯 하다.
  - S9 E12에서 클라라를 기억 못하게 됐지만 클라라와의 추억은 계속 기억을 해낸다.
- 재생성
  - 닥터후 시즌 10-12에서 사이언맨에게 맞고 재생성이 시작되었다.
  - 하지만 닥터가 재생성을 멈추었고, 빌포츠로 변장한 어떠한 사람이 클라라로 변장하면서 재생성해도 걱정 말라고 하면서 사라지고, 12대 닥터는 13대 닥터에게 부탁하고 간다.

### 13대 닥터
- 출연배우: 조디 휘터커(1982~)
- 출연기간: 2017~ 2022(2017년 크리스마스 스폐셜 ~ BBC 100주년 기념 스페셜)
- 동행자: 아스민 칸, 라이언 싱글레어, 그레이엄 오브 라이언, 단
- 특징:
  - 최초의 여성 닥터
- 재생성 
  - BBC 100주년 기념 에피소드인 닥터의 힘에서 마스터의 함정에 빠져 강제로 마스터가 닥터로 재생성하다 컴패니언들+루스 클레이튼의 도움으로 역재생성을 당한다. 이후 그레고리 라스푸틴으로 돌아온 마스터가 자기가 닥터가 될 수 없다면 닥터 역시 닥터가 될 수 없다고 말하면서 사이버 마스터들이 만든 행성을 파괴하던 생명체의 빔을 맞게 되고 그 후유증으로 인해 재생성을 하게 된다.

### 14대 닥터
- 출연 배우: 데이비드 테넌트
- 출연기간: 2022~2023(BBC 100주년 기념 스페셜, 닥터후 60주년 기념 스페셜)
- 동행자: 로나 노블
- 특징: 
  - 전대(10대) 닥터의 모습을 그대로 재생성 한 첫 닥터.
- 재생성
  - 토이메이커와 대결중 이중 재생성되며 14대 닥터는 살아 남게 되었지만 2063년 베네치아를 여행하다 익사로 죽게 된다.

### 15대 닥터
- 출연 배우: 슈티 개트와
- 출연기간: 2024 ~ 2025(시즌 14 ~ 15)
- 동행자: 루비 선데이, 벨드라 찬드라
- 특징: 
  - 최초의 유색인종 닥터.
- 재생성: 시즌 15 8화인 현실전쟁에서 대부분이 정상으로 돌아왔으나, 딱 1도 차이나게 왜곡된 현실에서 다시 원래대로 돌려놓기 위해 에너지를 전부 소모하면서 재생성에 가까워지게 되었고, 그 상황에서 컴패니언들에게 인사를 전한 뒤 홀로 타디스에서 16대 닥터로 재생성.

### 16대 닥터
- 출연 배우:
- 출연기간:
- 동행자:

## 같이 보기
- 후 박사